# Fosbergia petelotii
Fosbergia petelotii là một loài thực vật có hoa trong họ Thiến thảo. Loài này được Merr. ex Tirveng. & Sastre mô tả khoa học đầu tiên năm 1997.